# Temporada de 2008 da Le Mans Series
A Temporada de 2008 da Le Mans Series ocorreu entre 6 de abril de 2008 e 14 de setembro de 2008 com cinco etapas.

## Etapas
| Etapa | Corrida                | Circuito                     | Data                  |
| ----- | ---------------------- | ---------------------------- | --------------------- |
| -     | Teste oficial          | Paul Ricard HTTT             | 2 de março 3 de março |
| 1     | 1000 km da Catalunia   | Circuit de Catalunya         | 7 de abril            |
| 2     | 1000 km de Monza       | Autodromo Nazionale Monza    | 27 de abril           |
| 3     | 1000 km of Spa         | Circuit de Spa-Francorchamps | 11 de maio            |
| 4     | 1000 km of Nürburgring | Nürburgring                  | 17 de agosto          |
| 5     | 1000 km of Silverstone | Silverstone Circuit          | 14 de setembro        |

## Resultados
| Rd | Circuit     | LMP1                                           | LMP2                                | GT1                                                | GT2                                                |
| -- | ----------- | ---------------------------------------------- | ----------------------------------- | -------------------------------------------------- | -------------------------------------------------- |
| 1  | Catalunya   | #7 Equipa Peugeot Total                        | #34 VM Motorsport                   | #72 Luc Alphand Aventures                          | #96 Virgo Motorsport                               |
| 1  | Catalunya   | Nicolas Minassian Marc Gené                    | Jos Verstappen Peter van Merksteijn | Luc Alphand Guillaume Moreau Patrice Goueslard     | Rob Bell Gianmaria Bruni                           |
| 2  | Monza       | #8 Equipa Peugeot Total                        | #31 Equipa Essex                    | #59 Equipa Modena                                  | #91 Farnbacher Racing                              |
| 2  | Monza       | Stéphane Sarrazin Pedro Lamy                   | John Nielsen Casper Elgaard         | Antonio García Tomáš Enge                          | Lars-Erik Nielsen Allan Simonsen Richard Westbrook |
| 3  | Spa         | #7 Equipa Peugeot Total                        | #34 VM Motorsport                   | #72 Luc Alphand Aventures                          | #96 Virgo Motorsport                               |
| 3  | Spa         | Nicolas Minassian Marc Gené Jacques Villeneuve | Jos Verstappen Peter van Merksteijn | Olivier Beretta Guillaume Moreau Patrice Goueslard | Rob Bell Gianmaria Bruni                           |
| 4  | Nürburgring | #8 Equipa Peugeot Total                        | #34 VM Motorsport                   | #59 Equipa Modena                                  | #96 Virgo Motorsport                               |
| 4  | Nürburgring | Stéphane Sarrazin Pedro Lamy                   | Jos Verstappen Jeroen Bleekemolen   | Antonio García Tomáš Enge                          | Rob Bell Gianmaria Bruni                           |
| 5  | Silverstone | #1 Audi Equipa Joest                           | #34 VM Motorsport                   | #59 Equipa Modena                                  | #96 Virgo Motorsport                               |
| 5  | Silverstone | Allan McNish Rinaldo Capello                   | Jos Verstappen Peter van Merksteijn | Antonio García Tomáš Enge                          | Rob Bell Jaime Melo                                |

## Classificação Equipas
São atribuídos pontos às 8 equipas mais bem classificadas, que completem a corrida na sequência 10-8-6-5-4-3-2-1. Cada carro é considerado um participante e não soma pontos aos restantes carros da mesma equipa. Não são atribuídos pontos aos carros que não consigam completar 70% da distância do vencedor
Os vencedor e o segundo classificado de cada campeonato recebe uma entrada automática para as 24 Horas de Le Mans de 2009.

### LMP1

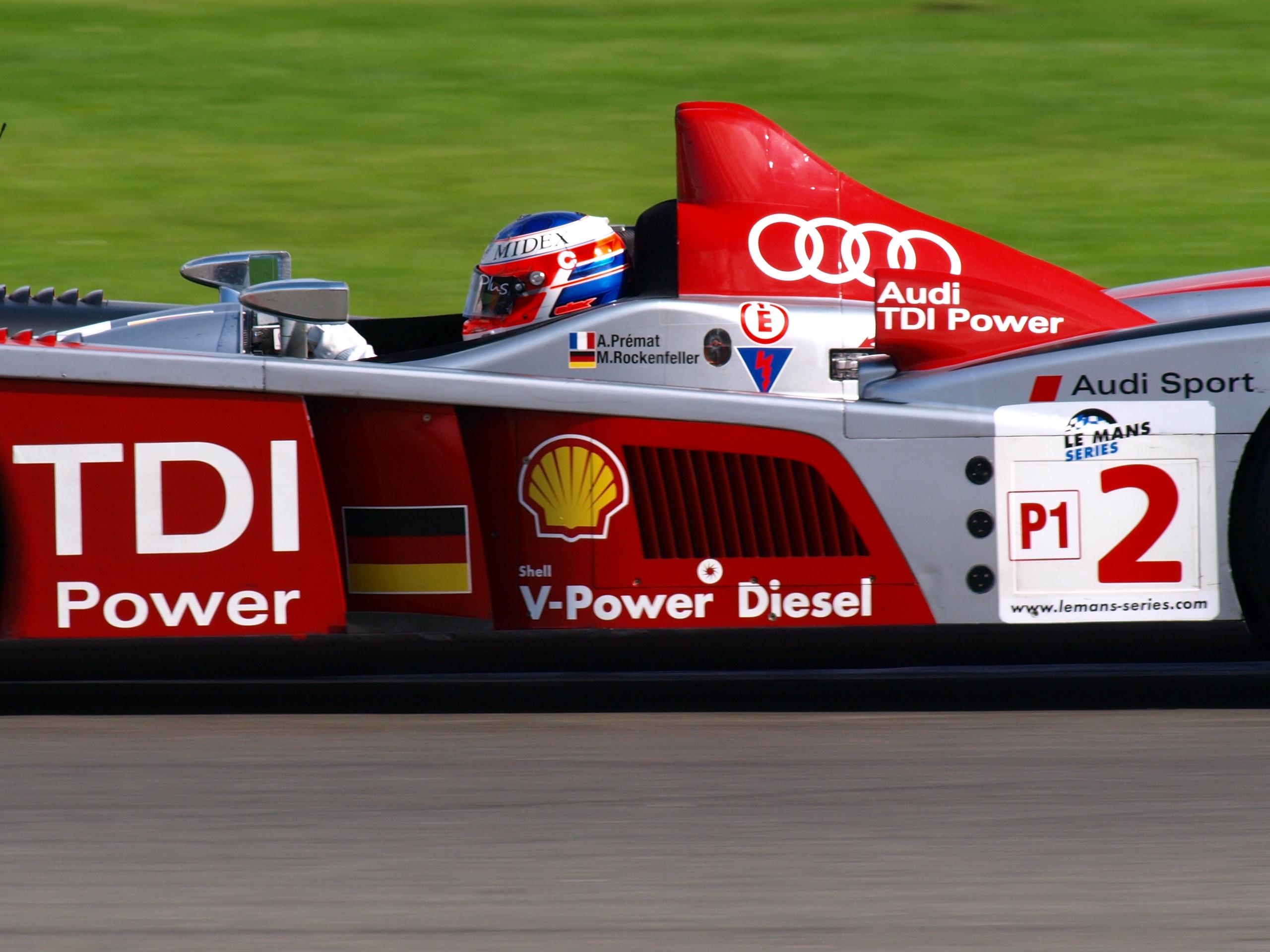
Alexandre Prémat e Mike Rockenfeller venceram o título em LMP1 apesar de não terem vencido uma única corrida

| Pos | No  | Equipa                         | Chassis             | Motor                            | Rd 1 | Rd 2 | Rd 3 | Rd 4 | Rd 5 | Total |
| --- | --- | ------------------------------ | ------------------- | -------------------------------- | ---- | ---- | ---- | ---- | ---- | ----- |
| 1   | #2  | Audi Sport Equipa Joest        | Audi R10 TDI        | Audi 5.5 L Turbo V12 (Diesel)    | 8    | 8    | 8    | 6    | 5    | 35    |
| 2   | #7  | Equipa Peugeot Total           | Peugeot 908 HDi FAP | Peugeot 5.5 L Turbo V12 (Diesel) | 10   | 4    | 10   | 8    | 0    | 32    |
| 3   | #1  | Audi Sport Equipa Joest        | Audi R10 TDI        | Audi 5.5 L Turbo V12 (Diesel)    | 4    | 3    | 5    | 5    | 10   | 27    |
| 4   | #8  | Equipa Peugeot Total           | Peugeot 908 HDi FAP | Peugeot 5.5 L Turbo V12 (Diesel) | 1    | 10   | 0    | 10   | 0    | 21    |
| 5   | #10 | Charouz Racing System          | Lola B08/60         | Aston Martin 6.0 L V12           | 6    | 1    | 0    | 4    | 8    | 19    |
| 6   | #16 | Pescarolo Sport                | Pescarolo 01        | Judd GV5.5 S2 5.5 L V10          | 5    | 0    | 4    | 0    | 6    | 15    |
| 7   | #15 | Creation AIM                   | Creation CA07       | AIM (Judd) YS5.5 5.5 L V10       | -    | 5    | 3    | 2    | 4    | 14    |
| 8   | #17 | Pescarolo Sport                | Pescarolo 01        | Judd GV5.5 S2 5.5 L V10          | 3    | 6    | 0    | 1    | 3    | 13    |
| 9   | #6  | Equipa Oreca-Matmut            | Courage-Oreca LC70  | Judd GV5.5 S2 5.5 L V10          | 0    | 0    | 6    | 0    | 0    | 6     |
| 10= | #5  | Equipa Oreca-Matmut            | Courage-Oreca LC70  | Judd GV5.5 S2 5.5 L V10          | 0    | 0    | -    | 3    | 2    | 5     |
| 10= | #18 | Rollcentre Racing              | Pescarolo 01        | Judd GV5.5 S2 5.5 L V10          | 2    | 2    | 0    | 0    | 1    | 5     |
| 12  | #20 | Epsilon Euskadi                | Epsilon Euskadi ee1 | Judd GV5.5 S2 5.5 L V10          | 0    | 0    | 2    | 0    | 0    | 2     |
| 13  | #4  | Saulnier Racing                | Pescarolo 01        | Judd GV5.5 S2 5.5 L V10          | 0    | 0    | 1    | 0    | 0    | 1     |
| -   | #14 | Creation AIM                   | Creation CA07       | AIM (Judd) YS5.5 5.5 L V10       | 0    | 0    | -    | 0    | 0    | 0     |
| -   | #3  | Scuderia Lavaggi               | Lavaggi LS1         | AER P32C 4.0 L Turbo V8          | 0    | -    | 0    | 0    | -    | 0     |
| -   | #21 | Epsilon Euskadi                | Epsilon Euskadi ee1 | Judd GV5.5 S2 5.5 L V10          | -    | -    | -    | 0    | 0    | 0     |
| -   | #19 | Chamberlain-Synergy Motorsport | Lola B06/10         | AER P32C 4.0 L Turbo V8          | 0    | -    | -    | -    | -    | 0     |

### LMP2

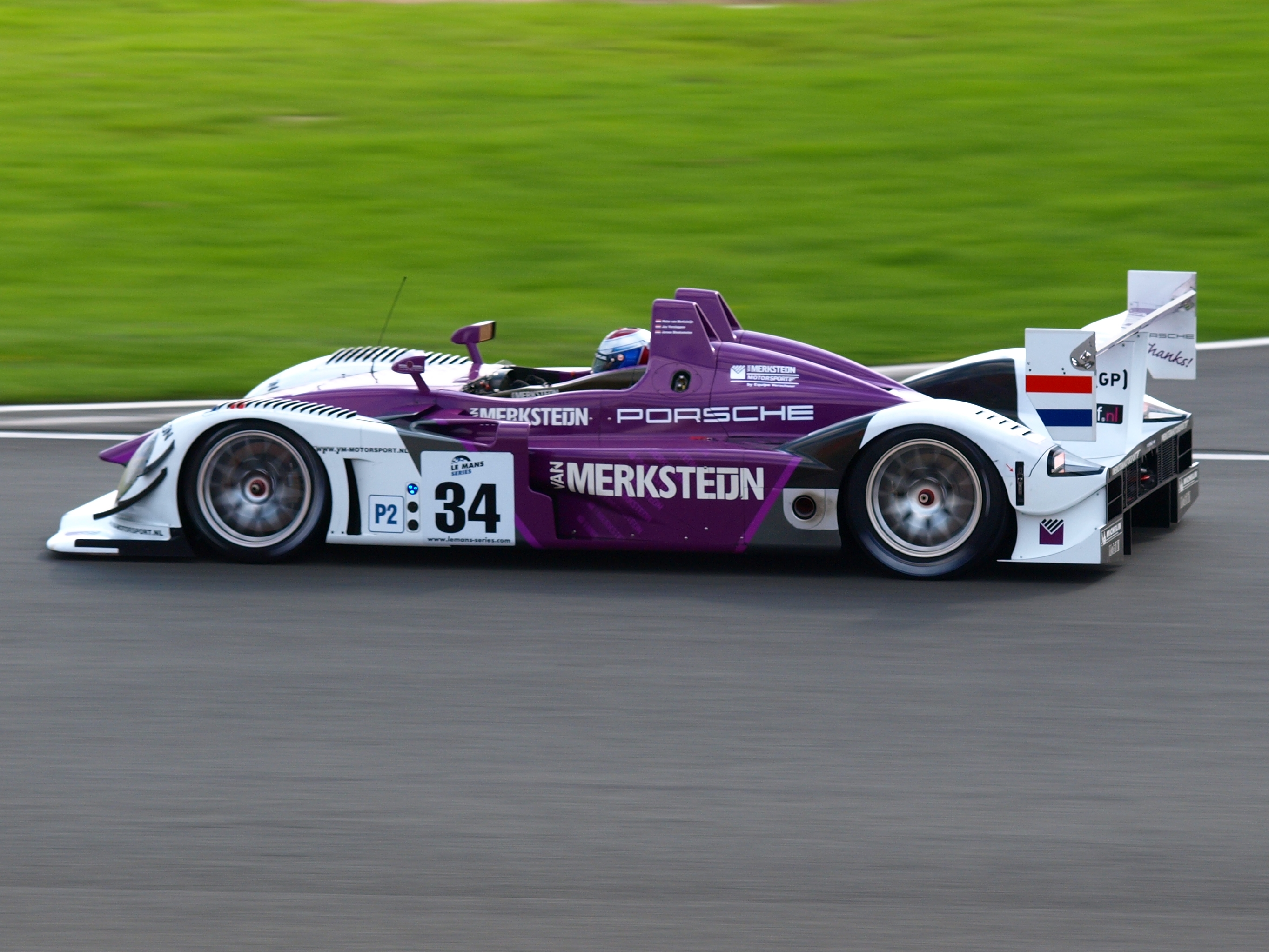
Jos Verstappen venceu o título em LMP2 pela Van Merksteijn Motorsport.

| Pos | No  | Equipa                       | Chassis                      | Motor                        | Rd 1 | Rd 2 | Rd 3 | Rd 4 | Rd 5 | Total |
| --- | --- | ---------------------------- | ---------------------------- | ---------------------------- | ---- | ---- | ---- | ---- | ---- | ----- |
| 1   | #34 | Van Merksteijn Motorsport    | Porsche RS Spyder Evo        | Porsche MR6 3.4 L V8         | 10   | 8    | 10   | 10   | 10   | 48    |
| 2   | #31 | Equipa Essex                 | Porsche RS Spyder Evo        | Porsche MR6 3.4 L V8         | 6    | 10   | 6    | 6    | 4    | 32    |
| 3   | #27 | Horag Racing                 | Porsche RS Spyder Evo        | Porsche MR6 3.4 L V8         | 3    | 6    | 8    | 0    | 8    | 25    |
| 4=  | #35 | Saulnier Racing              | Pescarolo 01                 | Judd DB 3.4 L V8             | 4    | 4    | 5    | 8    | 0    | 21    |
| 4=  | #25 | Ray Mallock Ltd.             | MG-Lola EX265 MG-Lola EX265C | MG (AER) XP21 2.0 L Turbo I4 | 5    | 5    | 3    | 3    | 5    | 21    |
| 6   | #40 | Quifel ASM Equipa            | Lola B05/40                  | AER P07 2.0 L Turbo I4       | 0    | 2    | 0    | 4    | 6    | 12    |
| 7   | #33 | Speedy Racing Equipa Sebah   | Lola B08/80                  | Judd DB 3.4 L V8             | 8    | 0    | 0    | 0    | 0    | 8     |
| 8   | #41 | Trading Performance          | Zytek 07S/2                  | Zytek ZG348 3.4 L V8         | 1    | 0    | 4    | 0    | 2    | 7     |
| 9   | #45 | Embassy Racing               | Embassy WF01                 | Zytek ZG348 3.4 L V8         | 0    | 1    | 0    | 2    | 3    | 6     |
| 10  | #46 | Embassy Racing               | Embassy WF01                 | Zytek ZG348 3.4 L V8         | 0    | 0    | 0    | 5    | 0    | 5     |
| 11= | #44 | Kruse Schiller Motorsport    | Lola B05/40                  | Mazda MZR-R 2.0 L Turbo I4   | 0    | 3    | 0    | 0    | 1    | 4     |
| 11= | #26 | Equipa Bruichladdich Radical | Radical SR9                  | AER P07 2.0 L Turbo I4       | 2    | 0    | 2    | 0    | 0    | 4     |
| 13  | #32 | Barazi-Epsilon               | Zytek 07S/2                  | Zytek ZG348 3.4 L V8         | 0    | 0    | 0    | 1    | 0    | 1     |
| -   | #37 | WR Salini                    | WR LMP2008                   | Zytek ZG348 3.4 L V8         | 0    | 0    | 0    | 0    | 0    | 0     |
| -   | #30 | Racing Box                   | Lucchini LMP2008             | Judd XV675 3.4 L V8          | 0    | 0    | -    | -    | -    | 0     |

### GT1

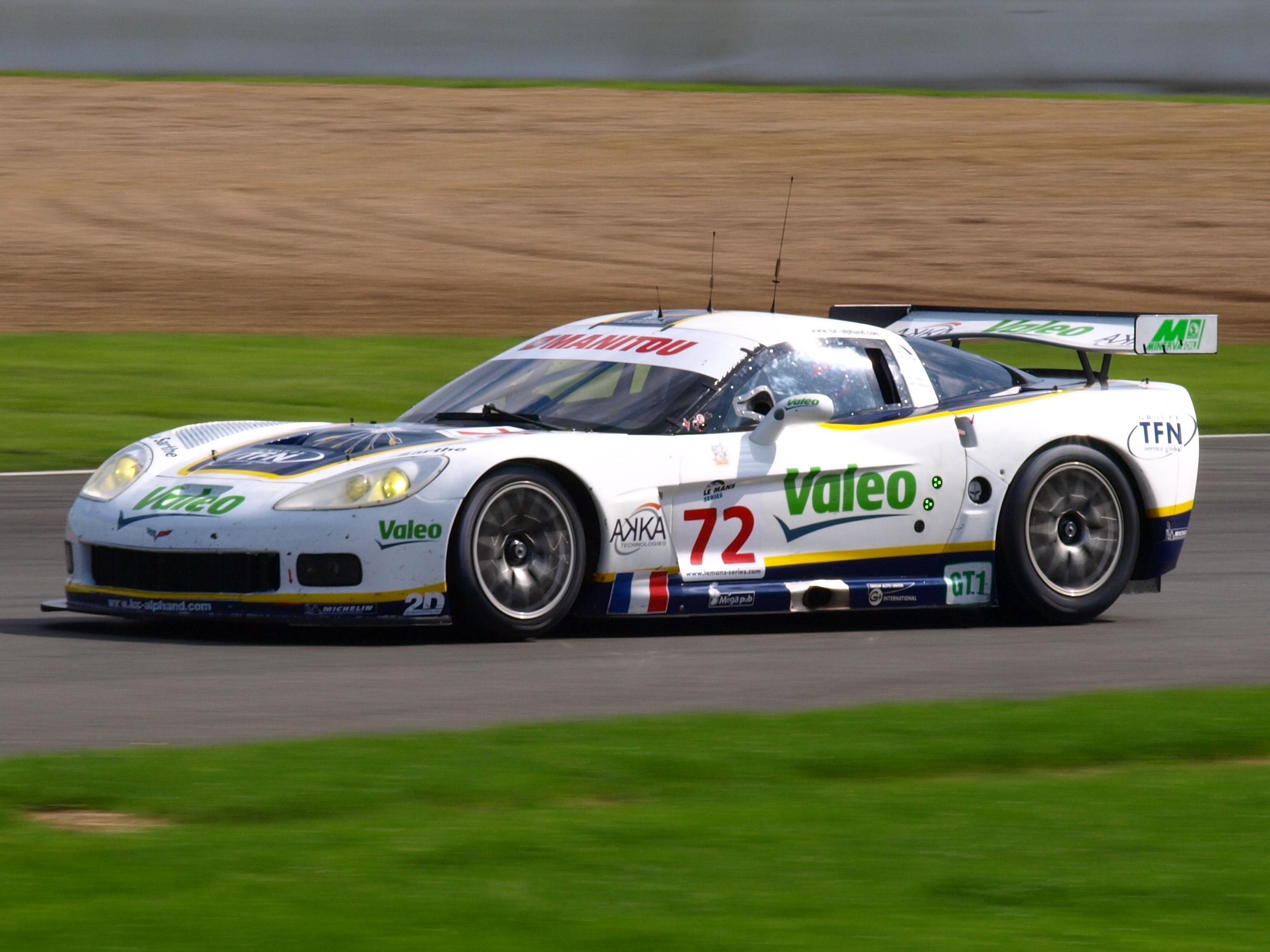
Guillaume Moreau e Patrice Goueslard venceram a categoria GT1 pela Luc Alphand Aventures.

| Pos | No  | Equipa                | Chassis                     | Motor                    | Rd 1 | Rd 2 | Rd 3 | Rd 4 | Rd 5 | Total |
| --- | --- | --------------------- | --------------------------- | ------------------------ | ---- | ---- | ---- | ---- | ---- | ----- |
| 1   | #72 | Luc Alphand Aventures | Chevrolet Corvette C6.R     | Chevrolet LS7-R 7.0 L V8 | 10   | 8    | 10   | 8    | 6    | 42    |
| 2   | #59 | Equipa Modena         | Aston Martin DBR9           | Aston Martin 6.0 L V12   | 0    | 10   | 6    | 10   | 10   | 36    |
| 3   | #55 | IPB Spartak Racing    | Lamborghini Murciélago R-GT | Lamborghini 6.0 L V12    | 6    | 5    | 8    | 0    | 8    | 27    |
| 4   | #61 | Strakka Racing        | Aston Martin DBR9           | Aston Martin 6.0 L V12   | -    | -    | 5    | -    | 5    | 10    |
| 5   | #50 | Larbre Compétition    | Saleen S7-R                 | Ford 7.0 L V8            | 8    | -    | -    | -    | -    | 8     |
| 6   | #73 | Luc Alphand Aventures | Chevrolet Corvette C6.R     | Chevrolet LS7-R 7.0 L V8 | 0    | 6    | 0    | 0    | -    | 6     |

### GT2

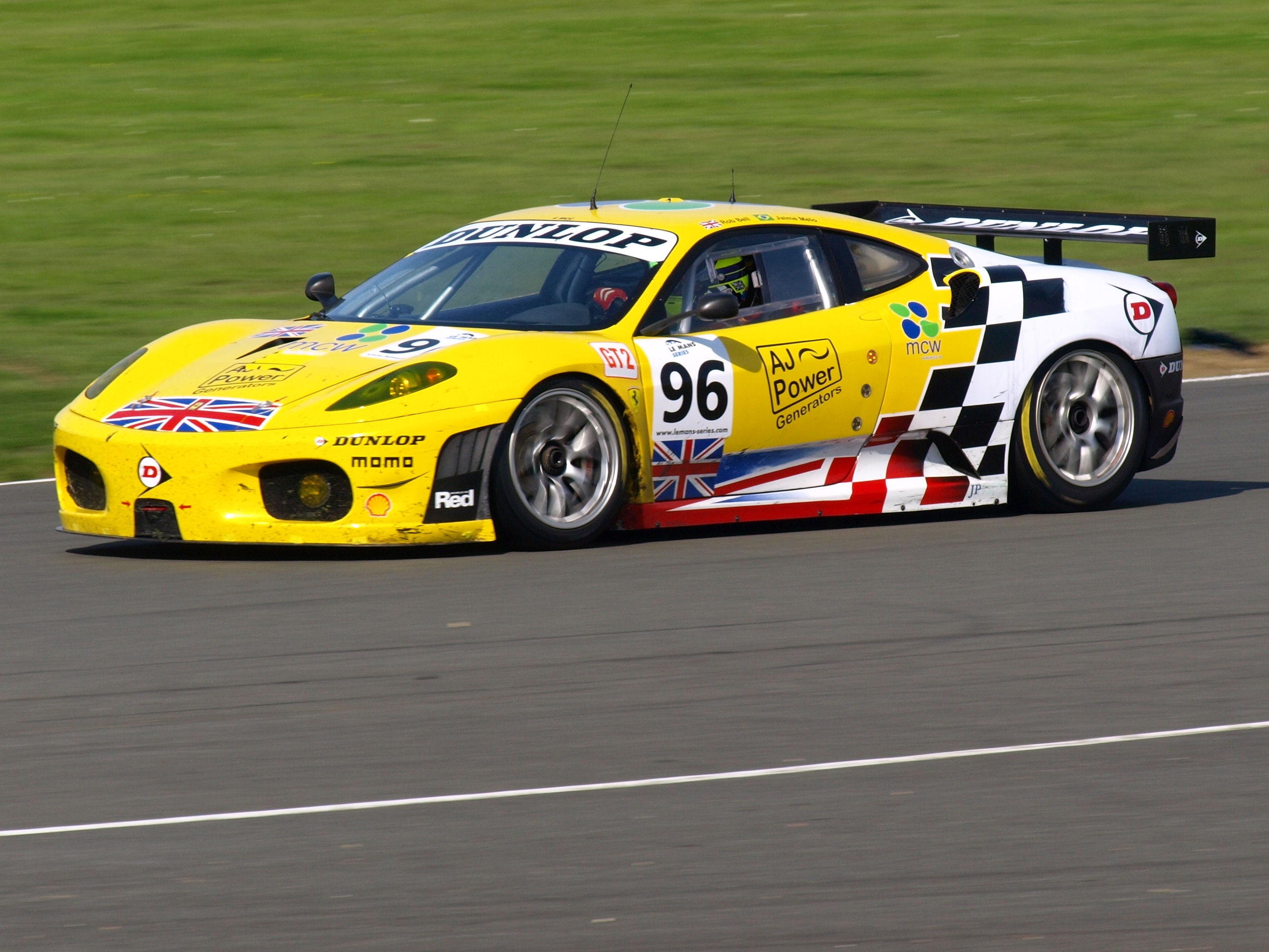
Rob Bell venceu o título em GT2 title pela Virgo Motorsport.

| Pos | No  | Equipa                     | Chassis                     | Motor                 | Rd 1 | Rd 2 | Rd 3 | Rd 4 | Rd 5 | Total |
| --- | --- | -------------------------- | --------------------------- | --------------------- | ---- | ---- | ---- | ---- | ---- | ----- |
| 1   | #96 | Virgo Motorsport           | Ferrari F430 GT2            | Ferrari 4.0 L V8      | 10   | 0    | 10   | 10   | 10   | 40    |
| 2   | #77 | Equipa Felbermayr-Proton   | Porsche 997 GT3-RSR         | Porsche 4.0 L Flat-6  | 8    | 3    | 8    | 8    | 8    | 35    |
| 3   | #90 | Farnbacher Racing          | Ferrari F430 GT2            | Ferrari 4.0 L V8      | 5    | 8    | 0    | 0    | 6    | 19    |
| 4   | #99 | JMB Racing                 | Ferrari F430 GT2            | Ferrari 4.0 L V8      | 3    | 6    | 4    | 5    | 0    | 18    |
| 5   | #76 | IMSA Performance Matmut    | Porsche 997 GT3-RSR         | Porsche 4.0 L Flat-6  | 6    | 0    | 3    | 6    | 0    | 15    |
| 6   | #85 | Snoras Spyker Squadron     | Spyker C8 Laviolette GT2-R  | Audi 4.0 L V8         | 4    | 0    | 0    | 4    | 5    | 13    |
| 7=  | #94 | Speedy Racing Equipa Sebah | Spyker C8 Laviolette GT2-R  | Audi 4.0 L V8         | 0    | 5    | 5    | 0    | 1    | 11    |
| 7=  | #98 | JMB Racing                 | Ferrari F430 GT2            | Ferrari 4.0 L V8      | 0    | 4    | 2    | 2    | 3    | 11    |
| 9=  | #91 | Farnbacher Racing          | Porsche 997 GT3-RSR         | Porsche 4.0 L Flat-6  | 0    | 10   | 0    | 0    | 0    | 10    |
| 9=  | #88 | Equipa Felbermayr-Proton   | Porsche 997 GT3-RSR         | Porsche 4.0 L Flat-6  | 0    | 0    | 6    | 0    | 4    | 10    |
| 11= | #75 | IMSA Performance Matmut    | Porsche 997 GT3-RSR         | Porsche 4.0 L Flat-6  | 2    | 0    | 0    | 3    | 0    | 5     |
| 11= | #95 | James Watt Automotive      | Porsche 997 GT3-RSR         | Porsche 3.8 L Flat-6  | 1    | 2    | 1    | 1    | 0    | 5     |
| 13  | #93 | James Watt Automotive      | Aston Martin V8 Vantage GT2 | Aston Martin 4.5 L V8 | 0    | -    | -    | -    | 2    | 2     |

## Classificações Pilotos
São atribuídos pontos às 8 equipas mais bem classificadas, que completem a corrida na sequência 10-8-6-5-4-3-2-1. Não são atribuídos pontos aos pilotos que não tenham pilotado pelo menos 45 minutos.

### LMP1
| Pos | Piloto                   | Equipa                  | Rd 1 | Rd 2 | Rd 3 | Rd 4 | Rd 5 | Total |
| --- | ------------------------ | ----------------------- | ---- | ---- | ---- | ---- | ---- | ----- |
| 1=  | Alexandre Prémat         | Audi Sport Equipa Joest | 8    | 8    | 8    | 6    | 5    | 35    |
| 1=  | Mike Rockenfeller        | Audi Sport Equipa Joest | 8    | 8    | 8    | 6    | 5    | 35    |
| 3=  | Nicolas Minassian        | Equipa Peugeot Total    | 10   | 4    | 10   | 8    |      | 32    |
| 3=  | Marc Gené                | Equipa Peugeot Total    | 10   | 4    | 10   | 8    |      | 32    |
| 5=  | Allan McNish             | Audi Sport Equipa Joest | 4    | 3    | 5    | 5    | 10   | 27    |
| 5=  | Rinaldo Capello          | Audi Sport Equipa Joest | 4    | 3    | 5    | 5    | 10   | 27    |
| 7=  | Stéphane Sarrazin        | Equipa Peugeot Total    | 1    | 10   |      | 10   |      | 21    |
| 7=  | Pedro Lamy               | Equipa Peugeot Total    | 1    | 10   |      | 10   |      | 21    |
| 9=  | Jan Charouz              | Charouz Racing System   | 6    | 1    |      | 4    | 8    | 19    |
| 9=  | Stefan Mücke             | Charouz Racing System   | 6    | 1    |      | 4    | 8    | 19    |
| 11  | Jean-Christophe Boullion | Pescarolo Sport         | 5    |      | 4    |      | 6    | 15    |
| 12  | Stuart Hall              | Creation AIM            |      | 5    | 3    | 2    | 4    | 14    |
| 13= | Harold Primat            | Pescarolo Sport         | 3    | 6    |      | 1    | 3    | 13    |
| 13= | Christophe Tinseau       | Pescarolo Sport         | 3    | 6    |      | 1    | 3    | 13    |
| 15  | Jacques Villeneuve       | Equipa Peugeot Total    |      |      | 10   |      |      | 10    |
| 16  | Emmanuel Collard         | Pescarolo Sport         | 5    |      | 4    |      |      | 9     |
| 17  | Robbie Kerr              | Creation AIM            |      | 5    | 3    |      |      | 8     |
| 18= | Olivier Panis            | Equipa Oreca-Matmut     |      |      | 6    |      |      | 6     |
| 18= | Nicolas Lapierre         | Equipa Oreca-Matmut     |      |      | 6    |      |      | 6     |
| 18= | Romain Dumas             | Pescarolo Sport         |      |      |      |      | 6    | 6     |
| 18= | Jamie Campbell-Walter    | Creation AIM            |      |      |      | 2    | 4    | 6     |
| 22= | Bruce Jouanny            | Creation AIM            |      | 5    |      |      |      | 5     |
| 22= | Soheil Ayari             | Equipa Oreca-Matmut     |      |      |      | 3    | 2    | 5     |
| 22= | Stéphane Ortelli         | Equipa Oreca-Matmut     |      |      |      | 3    | 2    | 5     |
| 22= | Vanina Ickx              | Rollcentre Racing       | 2    | 2    |      |      | 1    | 5     |
| 26  | Martin Short             | Rollcentre Racing       | 2    | 2    |      |      |      | 4     |
| 27= | Loïc Duval               | Equipa Oreca-Matmut     |      |      |      | 3    |      | 3     |
| 27= | João Barbosa             | Rollcentre Racing       | 2    |      |      |      | 1    | 3     |
| 29= | Duncan Tappy             | Rollcentre Racing       |      | 2    |      |      |      | 2     |
| 29= | Ángel Burgueño           | Epsilon Euskadi         |      |      | 2    |      |      | 2     |
| 29= | Miguel Ángel de Castro   | Epsilon Euskadi         |      |      | 2    |      |      | 2     |
| 32= | Jacques Nicolet          | Saulnier Racing         |      |      | 1    |      |      | 1     |
| 32= | Marc Faggionato          | Saulnier Racing         |      |      | 1    |      |      | 1     |
| 32= | Richard Hein             | Saulnier Racing         |      |      | 1    |      |      | 1     |
| 32= | Charlie Hollings         | Rollcentre Racing       |      |      |      |      | 1    | 1     |

### LMP2
| Pos | Piloto               | Equipa                       | Rd 1 | Rd 2 | Rd 3 | Rd 4 | Rd 5 | Total |
| --- | -------------------- | ---------------------------- | ---- | ---- | ---- | ---- | ---- | ----- |
| 1   | Jos Verstappen       | Van Merksteijn Motorsport    | 10   | 8    | 10   | 10   | 10   | 48    |
| 2   | Peter van Merksteijn | Van Merksteijn Motorsport    | 10   | 8    | 10   |      | 10   | 38    |
| 3=  | John Nielsen         | Equipa Essex                 | 6    | 10   | 6    | 6    | 4    | 32    |
| 3=  | Casper Elgaard       | Equipa Essex                 | 6    | 10   | 6    | 6    | 4    | 32    |
| 5=  | Fredy Lienhard       | Horag Racing                 | 3    | 6    | 8    |      | 8    | 25    |
| 5=  | Didier Theys         | Horag Racing                 | 3    | 6    | 8    |      | 8    | 25    |
| 5=  | Jan Lammers          | Horag Racing                 | 3    | 6    | 8    |      | 8    | 25    |
| 8=  | Pierre Ragues        | Saulnier Racing              | 4    | 4    | 5    | 8    |      | 21    |
| 8=  | Matthieu Lahaye      | Saulnier Racing              | 4    | 4    | 5    | 8    |      | 21    |
| 8=  | Mike Newton          | Ray Mallock Ltd.             | 5    | 5    | 3    | 3    | 5    | 21    |
| 8=  | Thomas Erdos         | Ray Mallock Ltd.             | 5    | 5    | 3    | 3    | 5    | 21    |
| 12= | Olivier Pla          | Quifel ASM Equipa            |      | 2    |      | 4    | 6    | 12    |
| 12= | Miguel Amaral        | Quifel ASM Equipa            |      | 2    |      | 4    | 6    | 12    |
| 14  | Jeroen Bleekemolen   | Van Merksteijn Motorsport    |      |      |      | 10   |      | 10    |
| 15= | Andrea Belicchi      | Speedy Racing Equipa Sebah   | 8    |      |      |      |      | 8     |
| 15= | Xavier Pompidou      | Speedy Racing Equipa Sebah   | 8    |      |      |      |      | 8     |
| 15= | Steve Zacchia        | Speedy Racing Equipa Sebah   | 8    |      |      |      |      | 8     |
| 18= | Karim Ojjeh          | Trading Performance          | 1    |      | 4    |      | 2    | 7     |
| 18= | Claude-Yves Gosselin | Trading Performance          | 1    |      | 4    |      | 2    | 7     |
| 20  | Warren Hughes        | Embassy Racing               |      | 1    |      | 2    | 3    | 6     |
| 21= | Darren Manning       | Embassy Racing               |      |      |      | 5    |      | 5     |
| 21= | Joey Foster          | Embassy Racing               |      |      |      | 5    |      | 5     |
| 21= | Julien Schroyen      | Trading Performance          | 1    |      | 4    |      |      | 5     |
| 21= | Jonny Kane           | Embassy Racing               |      |      |      | 2    | 3    | 5     |
| 25= | Jean de Pourtalès    | Kruse Schiller Motorsport    |      | 3    |      |      | 1    | 4     |
| 25= | Hideki Noda          | Kruse Schiller Motorsport    |      | 3    |      |      | 1    | 4     |
| 25= | Jens Petersen        | Equipa Bruichladdich Radical | 2    |      | 2    |      |      | 4     |
| 25= | Jan-Dirk Leuders     | Equipa Bruichladdich Radical | 2    |      | 2    |      |      | 4     |
| 25= | Marc Rostan          | Equipa Bruichladdich Radical | 2    |      | 2    |      |      | 4     |
| 30  | Adam Sharpe          | Trading Performance          |      |      |      |      | 2    | 2     |
| 31= | Mario Haberfeld      | Embassy Racing               |      | 1    |      |      |      | 1     |
| 31= | Juan Barazi          | Barazi-Epsilon               |      |      |      | 1    |      | 1     |
| 31= | Michael Vergers      | Barazi-Epsilon               |      |      |      | 1    |      | 1     |
| 31= | Fernando Rees        | Barazi-Epsilon               |      |      |      | 1    |      | 1     |

### GT1
| Pos | Piloto               | Equipa                | Rd 1 | Rd 2 | Rd 3 | Rd 4 | Rd 5 | Total |
| --- | -------------------- | --------------------- | ---- | ---- | ---- | ---- | ---- | ----- |
| 1=  | Guillaume Moreau     | Luc Alphand Aventures | 10   | 8    | 10   | 8    | 6    | 42    |
| 1=  | Patrice Goueslard    | Luc Alphand Aventures | 10   | 8    | 10   | 8    | 6    | 42    |
| 3=  | Antonio García       | Equipa Modena         |      | 10   | 6    | 10   | 10   | 36    |
| 3=  | Tomáš Enge           | Equipa Modena         |      | 10   | 6    | 10   | 10   | 36    |
| 5=  | Peter Kox            | IPB Spartak Racing    | 6    | 5    | 8    |      | 8    | 27    |
| 5=  | Roman Rusinov        | IPB Spartak Racing    | 6    | 5    | 8    |      | 8    | 27    |
| 7=  | Olivier Beretta      | Luc Alphand Aventures |      | 8    | 10   |      |      | 18    |
| 7=  | Luc Alphand          | Luc Alphand Aventures | 10   |      |      | 8    |      | 18    |
| 9=  | Peter Hardman        | Strakka Racing        |      |      | 5    |      | 5    | 10    |
| 9=  | Nick Leventis        | Strakka Racing        |      |      | 5    |      | 5    | 10    |
| 11= | Christophe Bouchut   | Larbre Compétition    | 8    |      |      |      |      | 8     |
| 11= | Frédéric Makowiecki  | Larbre Compétition    | 8    |      |      |      |      | 8     |
| 11= | Patrick Bornhauser   | Larbre Compétition    | 8    |      |      |      |      | 8     |
| 14= | Sébastien Dumez      | Luc Alphand Aventures |      | 6    |      |      |      | 6     |
| 14= | Jean-Luc Blanchemain | Luc Alphand Aventures |      | 6    |      |      |      | 6     |
| 14= | Roland Bervillé      | Luc Alphand Aventures |      | 6    |      |      |      | 6     |
| 17  | Darren Turner        | Strakka Racing        |      |      |      |      | 5    | 5     |

### GT2
| Pos | Piloto                | Equipa                     | Rd 1 | Rd 2 | Rd 3 | Rd 4 | Rd 5 | Total |
| --- | --------------------- | -------------------------- | ---- | ---- | ---- | ---- | ---- | ----- |
| 1   | Rob Bell              | Virgo Motorsport           | 10   |      | 10   | 10   | 10   | 40    |
| 2=  | Marc Lieb             | Equipa Felbermayr-Proton   | 8    | 3    | 8    | 8    | 8    | 35    |
| 2=  | Alex Davison          | Equipa Felbermayr-Proton   | 8    | 3    | 8    | 8    | 8    | 35    |
| 4   | Gianmaria Bruni       | Virgo Motorsport           | 10   |      | 10   | 10   |      | 30    |
| 5=  | Pierre Kaffer         | Farnbacher Racing          | 5    | 8    |      |      | 6    | 19    |
| 5=  | Pierre Ehret          | Farnbacher Racing          | 5    | 8    |      |      | 6    | 19    |
| 7   | Ben Aucott            | JMB Racing                 | 3    | 6    | 4    | 5    |      | 18    |
| 8   | Stéphane Daoudi       | JMB Racing                 | 3    | 6    | 2    | 5    |      | 16    |
| 9=  | Raymond Narac         | IMSA Performance Matmut    | 6    | 3    |      | 6    |      | 15    |
| 9=  | Richard Lietz         | IMSA Performance Matmut    | 6    | 3    |      | 6    |      | 15    |
| 11= | Ralf Kelleners        | Snoras Spyker Squadron     | 4    |      |      | 4    | 5    | 13    |
| 11= | Alexey Vasilyev       | Snoras Spyker Squadron     | 4    |      |      | 4    | 5    | 13    |
| 13= | Anthony Beltoise      | Farnbacher Racing          | 5    |      |      |      | 6    | 11    |
| 13= | Andrea Chiesa         | Speedy Racing Equipa Sebah |      | 5    | 5    |      | 1    | 11    |
| 13= | Benjamin Leuenberger  | Speedy Racing Equipa Sebah |      | 5    | 5    |      | 1    | 11    |
| 11= | Peter Kutemann        | JMB Racing                 |      | 4    | 2    | 2    | 3    | 11    |
| 17= | Lars-Erik Nielsen     | Farnbacher Racing          |      | 10   |      |      |      | 10    |
| 17= | Allan Simonsen        | Farnbacher Racing          |      | 10   |      |      |      | 10    |
| 17= | Richard Westbrook     | Farnbacher Racing          |      | 10   |      |      |      | 10    |
| 17= | Jaime Melo            | Virgo Motorsport           |      |      |      |      | 10   | 10    |
| 17= | Horst Felbermayr, Sr. | Equipa Felbermayr-Proton   |      |      | 6    |      | 4    | 10    |
| 17= | Horst Felbermayr, Jr. | Equipa Felbermayr-Proton   |      |      | 6    |      | 4    | 10    |
| 17= | Christian Ried        | Equipa Felbermayr-Proton   |      |      | 6    |      | 4    | 10    |
| 24  | Maurice Basso         | JMB Racing                 |      | 4    | 2    |      | 3    | 9     |
| 25  | Peter Dumbreck        | Snoras Spyker Squadron     | 4    |      |      | 4    |      | 8     |
| 26  | Tim Sugden            | James Watt Automotive      |      | 2    | 1    | 1    | 2    | 6     |
| 27= | Iradj Alexander       | Speedy Racing Equipa Sebah |      |      | 5    |      |      | 5     |
| 27= | Tom Coronel           | Snoras Spyker Squadron     |      |      |      |      | 5    | 5     |
| 27= | Richard Balandras     | IMSA Performance Matmut    | 2    |      |      | 3    |      | 5     |
| 27= | Michel Lecourt        | IMSA Performance Matmut    | 2    |      |      | 3    |      | 5     |
| 27= | Jean-Philippe Belloc  | IMSA Performance Matmut    | 2    |      |      | 3    |      | 5     |
| 27= | Markus Palttala       | James Watt Automotive      | 1    | 2    | 1    | 1    |      | 5     |
| 27= | Paul Daniels          | James Watt Automotive      | 1    | 2    | 1    | 1    |      | 5     |
| 34= | Mauro Casadei         | JMB Racing                 |      | 4    |      |      |      | 4     |
| 34= | Alain Ferté           | JMB Racing                 |      |      | 4    |      |      | 4     |
| 36  | Julien Gilbert        | JMB Racing                 |      |      |      |      | 3    | 3     |
| 37= | Johan-Boris Scheier   | JMB Racing                 |      |      |      | 2    |      | 2     |
| 37= | Alan van der Merwe    | James Watt Automotive      |      |      |      |      | 2    | 2     |
| 37= | Michael Outzen        | James Watt Automotive      |      |      |      |      | 2    | 2     |
| 40  | Mikael Forsten        | James Watt Automotive      | 1    |      |      |      |      | 1     |